# Kevin Carlos
Kevin Carlos Omoruyi Benjamin (* 10. April 2001 in Ceuta) ist ein spanischer Fußballspieler. Seit 2025 läuft der Stürmer für den französischen Erstligisten OGC Nizza auf.

## Sportlicher Werdegang
Carlos ist Sohn eines nigerianischen Vaters und einer spanischen Mutter. Er schloss sich dem Jugendbereich des SD Huesca an und debütierte 2018 als Teenager für den Kooperationspartner AD Almudévar in der Tercera División, wo er in fünf Spielen zwei Treffer erzielte. Anschließend kehrte er zu SD Huesca zurück, wo er in der Reservemannschaft als regelmäßiger Torschütze reüssierte und parallel unregelmäßig für die Wettkampfmannschaft in Segunda División und Copa del Rey zum Einsatz kam. Im Januar 2023 verlieh ihn der Klub bis zum Sommer zu Betis Sevilla, der Leihvertrag beinhaltete eine Kaufoption. Letztlich stand er dort nur für die Reservemannschaft auf dem Platz, in zehn Meisterschaftsspielen blieb er ohne eigenen Torerfolg. Im Sommer schloss sich daher das nächste Leihgeschäft an, dieses Mal für ein Jahr zum Schweizer Klub Yverdon Sport FC in die Super League. Am Ende der Spielzeit 2023/24 führte er nach zehn Treffern in der regulären Spielzeit und vier Toren in der Abstiegsrunde gleichauf mit den ebenfalls insgesamt 14 Mal erfolgreichen Chadrac Akolo vom FC St. Gallen und Žan Celar vom FC Lugano die Torschützenliste der Schweizer Meisterschaft an. Daraufhin wurde er vom Klub dauerhaft unter Vertrag genommen.
Im August 2024 verpflichtete der FC Basel den Torschützenkönig, Carlos unterzeichnete einen bis 2028 gültigen Vertrag und erhielt die Rückennummer „9“. In der Spielzeit 2024/25 platzierte er sich gleichauf mit Bénie Traoré mit 13 Saisontoren als zweitbester vereinsinterner Torschütze nach Teamkamerad und Torschützenkönig Xherdan Shaqiri erneut unter den besten zehn Torschützen der Schweizer Meisterschaft, mit der von Fabio Celestini trainierten Mannschaft gewann er damit das Double. Im Final um den Schweizer Cup 2025 kam er dabei als Einwechselspieler beim 4:1-Erfolg über den FC Biel-Bienne zum Einsatz.
Im August 2025 wechselte er zum OGC Nizza.